# تولوس (لوئیزیانا)
تولوس (به انگلیسی: Tullos) شهری در ایالت لوئیزیانا کشور ایالات متحده آمریکا است که جمعیت آن در سرشماری سال ۲۰۱۰ میلادی، ۳۸۵ نفر بوده‌است.